# Река Нил (провинция)
Река Нил (на арабски: نهر النيل) е провинция на Судан. Площта ѝ е 122 123 км², а населението ѝ е 1 511 400 души (по проекция от юли 2018 г.). Намира се в североизточната част на страната в часова зона UTC+3.